# Litvin
Litvin (plurale: Litviny; in bielorusso ліцвін?, licvin; in lituano litvinas; in russo литвин?, litvin; in ucraino литвин?, lytvyn; in polacco litwin) era in origine il nome usato per indicare gli abitanti del Granducato di Lituania in Lituania propria, principalmente bielorussi (occidentali e orientali) e lituani orientali nel XIV-XVIII secolo, ignorando spesso gli elementi identificativi di una persona come l'etnia, la religione e la lingua. Viene usato anche per riferirsi alla popolazione di lingua bielorussa della regione settentrionale di Chernihiv e Kiev (attuale Ucraina), della regione occidentale di Bryansk e della regione di Smolensk (attuale Russia).

## Descrizione

### Gruppo etnico in Ucraina
I litvin costituiscono un piccolo gruppo etnico insediati nell'Ucraina settentrionale, vicino al fiume Desna. Gli studi etnografici o culturali sui litvins sono poco chiari e risalgono agli inizi del XVIII secolo. Lo scrittore ucraino Klymentiy Zinoviyiv pubblicò svariati studi culturali sui litvins, notando che secondo una antica tradizione pagana, essi avrebbero lavorato sia il sabato sia la domenica, mentre il loro giorno di riposo era il venerdì. Secondo gli storici russi vissuti durante il periodo dell'Impero russo, Opanas Filimonovych Shafonsky e Yakov Andreevich Markovich, i litvins risalgono alla fine del XVIII secolo. Secondo Markovych, erano un popolo originario della Guascogna, in Francia oppure della Svevia, in Germania.
Il nome Litvin (Litvyak), deve la sua origine soprattutto al demotismo, riferendosi al Granducato di Lituania. I litvins nella regione del Oblast' di Černihiv, poiché ritengono che il termine Litvin risulti essere dispregiativo si fanno chiamare Ruski, ma non Moskals o Katsaps. Secondo il censimento del 2011, in Ucraina c'erano 22 litvins.

### Uso moderno in Bielorussia
Fino alla dissoluzione dell'Unione Sovietica, avvenuta nel 1991, la parola Litvin veniva adottata dai bielorussi nazionalisti per sottolineare l'affermazione bielorussa al Granducato di Lituania. Il termine era un'alternativa alla parola "bielorusso", derivata dalla Rutenia Bianca. Alcuni storici bielorussi come Mikola Yermalovich e Viktor Veras, pretendevano che il Granducato fosse della Bielorussia e che i lituani in realtà fossero i samogizi. Questa ipotesi identificava i bielorussi moderni come i lituani, mentre i lituani moderni come i samogizi. Questa teoria ebbe poco riscontro e non venne accettata dalla maggior parte degli storici. Secondo il censimento del 2009, in Bielorussia c'erano 66 litvins.